# Заріччя (Хустський район)

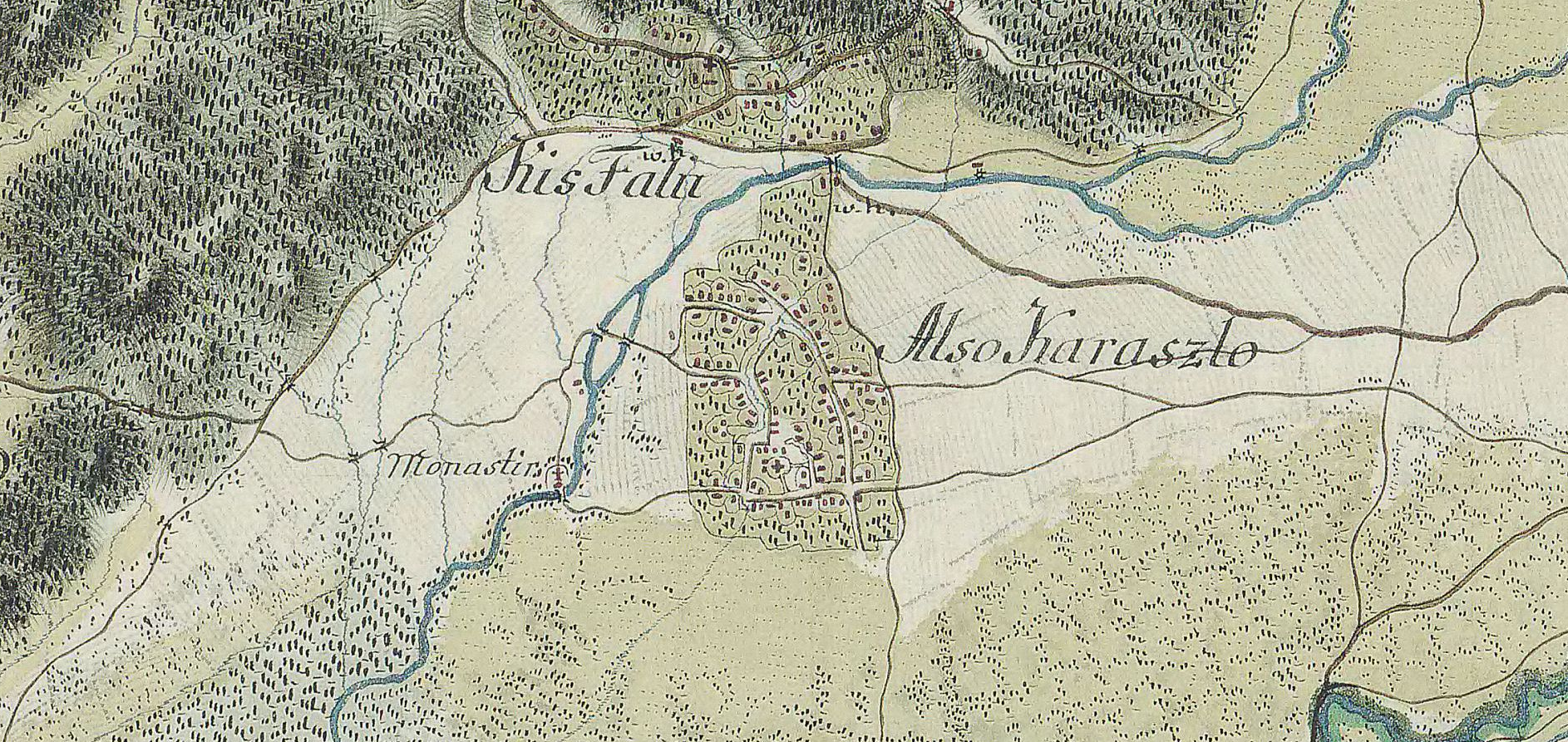
Карта села Заріччя (1782-1787 р.)

Заріччя — село в Зарічанській сільській громаді Хустського району Закарпатської області України.
Основний промисел і заняття людей в селі — вирощування овочів у теплицях. Селяни возять свою продукцію у різні географічні райони України для реалізації. У селі є відділення Нової пошти (вул. Мічуріна 92а) та Укрпошти.
Перша згадка 1242 р. Засноване вихідцями з Ділка і Бабичів. Село було колись власністю родин Gacslyai.

## Географія
Село розташоване на лівому березі річки Іршавки за 6 км від райцентру. Перша згадка 1242 р. Засноване вихідцями з Ділка і Бабичів.
Рельєф місцевості рівнинний з незначним перепадом висот. Прилегла до села територія є заплавами рік Іршавки і Боржави, які є найбільшими цієї частини району. Село примикає до автомобільної дороги державного значення Куровичі — Мукачево. Ця дорога розмежовує село Заріччя з селом Сільце, яке до 2000-го року адміністративно входило до складу Зарічанської сільської ради.

## Населення
Згідно з переписом УРСР 1989 року чисельність наявного населення села становила 3219 осіб, з яких 1595 чоловіків та 1624 жінки.
За переписом населення України 2001 року в селі мешкало 3939 осіб.

### Мова
Розподіл населення за рідною мовою за даними перепису 2001 року:
| Мова       | Відсоток |
| ---------- | -------- |
| українська | 99,95 %  |
| російська  | 0,05 %   |

## Інфраструктура
Село Заріччя має порівняно добре розвинуту інфраструктуру соціальних закладів — дитячий садок, Загальноосвітню школу, будинок культури, бібліотеку. В селі побудовано храми та молитовні будинки різних релігійних громад, які вирізняються своєрідною архітектурою. Нові житлові квартали села Заріччя забудовуються сучасними житловими будинками, у багатьох випадках, зблокованими з господарськими будівлями. Такі комплекси формування житла є характерними для Заріччя.

## Економіка
Географічна та кліматична особливості протягом останніх років спрямували мешканців Заріччя, як і інших сусідніх сіл, на інтенсивний розвиток селянських сільськогосподарських господарств, які займаються вирощуванням ранніх овочів.
З 1970-х почався розвиток парникового овочівництва в особистих господарствах. Зароблені гроші селяни вкладали у технічне оснащення своїх господарств, тому зараз село має чи не найкращий автопарк — мікробуси, рефрижератори тощо, їхніми послугами користуються фірми з усієї області для здійснення міжнародних перевезень.

## Підприємства

### Аграрні
- ТОВАРИСТВО З ОБМЕЖЕНОЮ ВІДПОВІДАЛЬНІСТЮ «ЗОЛОТИЙ КОЛОС»[6]
- ФЕРМЕРСЬКЕ ГОСПОДАРСТВО «АГРО-ШПАК»[7]
- ФЕРМЕРСЬКЕ ГОСПОДАРСТВО «ВІДРАШ»[8]
- ФЕРМЕРСЬКЕ ГОСПОДАРСТВО «КАРАСЛАЙ»[9]
- ФЕРМЕРСЬКЕ ГОСПОДАРСТВО «КИНІВ ІР»[10]
- ФЕРМЕРСЬКЕ ГОСПОДАРСТВО «КІМ»[11]
- ФЕРМЕРСЬКЕ ГОСПОДАРСТВО «ЛЕНЦІВКА»[12]
- ФЕРМЕРСЬКЕ ГОСПОДАРСТВО «СЕМАК»[13]

### Виробництво будівельних матеріалів
- СПІЛЬНЕ ПІДПРИЄМСТВО «ОФФЕРТА» [УКРАІНСЬКО-ЧЕСЬКЕ][14]

### Виробництво художніх виробів
- СПІЛЬНЕ МАЛЕ ПІДПРИЄМСТВО «ГРОНО»[15]

### Громадські організації та заклади
- АСОЦІАЦІЯ ФЕРМЕРІВ ІРШАВСЬКОГО РАЙОНУ[16]
- ЗАРІЧАНСЬКА ЗАГАЛЬНООСВІТНЯ ШКОЛА І-ІІ СТУПЕНІВ ІРШАВСЬКОЇ РАЙОННОЇ РАДИ ЗАКАРПАТСЬКОЇ ОБЛАСТІ
- АМБУЛАТОРІЯ ЗАГАЛЬНОЇ ПРАКТИКИ-СІМЕЙНОЇ МЕДИЦИНИ

## Релігійне життя

### Сьогодення
В селі зареєстровано наступні релігійні організації:
- ПРАВОСЛАВНА РЕЛІГІЙНА ГРОМАДА УКРАЇНСЬКОЇ ПРАВОСЛАВНОЇ ЦЕРКВИ (ТРОЇЦЬКОЇ)
- РЕЛІГІЙНА ГРОМАДА ГРЕКО-КАТОЛИЦЬКОЇ ЦЕРКВИ
- САЛВІСЬКЕ ТОВАРИСТВО «БЛАГА ВІСТЬ» ХРИСТИЯНСЬКОГО СОЮЗУ «ДРУЗІ ХРИСТИЯНСЬКИХ МІСІЙ І БЛАГОЧИННОСТІ»
- РЕЛІГІЙНА ГРОМАДА ВІЛЬНИХ ЄВАНГЕЛЬСЬКИХ ХРИСТИЯН БАПТИСТІВ ЗАРІЧЧЯ.
- РЕЛІГІЙНА ГРОМАДА ХРИСТИЯН ВІРИ ЄВАНГЕЛЬСЬКОЇ

### Історія
Парохія існує з 1574 р. Перша дерев'яна церква була на місці, що тепер зветься Церквильце. Нова дерев'яна збудована 1674 р.. простояла майже сто років і розпалася. 1771 р. почато будівництво нової дерев'яної церкви. 1780—1799 р. будувалася мурована церква, а дерев'яну розібрали і передали в Ділок, де вона простояла до 1903 р. 1881-83 р. збудовано сучасну муровану церкву Святого Духа.
1991 р. збудовано маленьку дерев'яну церкву. 1999 р. поряд виросла мурована Троїцька церква.
Церква св. духа. 1881.
Село згадується в 1242 р. Парохія існує з 1574 р. Перша дерев'яна церква була на місці, що дотепер зветься Церквильце.
У 1751 р. в єпископській візитації йдеться про дерев'яну церкву з вежею, у доброму стані, забезпечену всіма образами, всіма книжками і двома дзвонами, що була збудована в 1674 р., простояла в селі майже сто років і розвалилася. У 1771 р. розпочато будівництво нової дерев'яної церкви Зішестя св. духа недалеко від місця, де стоїть теперішня церква. У 1775 р. церква ще не була готова.
З іншого боку, перша мурована церква, яка згадується в документах 1847 р., датується 1780 p., хоча в 1799 р. вежа церкви ще не була добудована. Дерев'яну церкву розібрали і передали в село Ділок (Заріччя, розповідають, заснували виходці з Ділка та Бабичів), де вона простояла до 1903 р. (у 1905 р. в Ділку збудували муровану церкву).
Кажуть, що над дверима церкви було вирізано назву села «Заріча» і напис: «От востока сонця до запад хвальмо імя Господнє». За іншою версією, дерев'яну церкву було продано в Бабичі.
В Заріччі на місці церкви залишився тесаний камінь, що служив престолом. На камені за о. Георгія Гомичкова в 1904 р. поставлено литий хрест. З часом і мурована церква стала тісною, і селяни власними силами збудували новий великий (площа близько 400 кв. м) мурований храм із двома вежами на головному фасаді. У одній турні було 5 дзвонів, у другій — один великий, куплений Михайлом Васьком. У 1883 р. церкву посвятили.
У 1892 перекрили дахи, в 1912 перекрили турні, позолотили хрести і главки. Іконостас, позолоту та малювання ікон виконали майстри з Мюнхена. З матеріалу старої церкви в 1887 р. було споруджено школу.
З 1948 р. церква була православною, а у 1990 р. її повернуто греко-католикам. У 1977 р. було проведено значний ремонт церкви. У 1982 р. замінено частину п'ятирядного іконостасу. У 1990 р. художник Іван Андрішко поновив малювання в храмі. Того ж року збудували високу муровану дзвіницю. Біля церкви — мурована каплиця з написом на фасаді: «Пойдин А. И. 1818—1890».
За легендою, у давні часи на горі коло Ківяжда стояв монастир, у якому було 15 монахів. Монастир був кам'яним, а церква дерев'яною. Знищив монастир пан Гайтай, який володів землями навколо монастиря. За історичними даними, Зарічанський монастир св. Миколая приєднано до Імстичівського монастиря близько 1750 р.
У 1915 р. в Заріччі коло річки Іршавки згоріла дерев'яна каплиця (можливо, церква), що належала монахам-василіянам, а в 1921 р. було збудовано нову дерев'яну каплицю.
Церква св. Трійці. 1999.
Маленьку дерев'яну церкву під двосхилим, вкритим шифером дахом та двоярусну дзвіницю спорудили в 1991 р.
У 1999 р. поряд завершили спорудження великої цегляної церкви. Споруда має чітку центричну композицію форм: нава з вівтарем та притворами творить у плані хрест, на міжхресті чотири арки служать опорою восьмигранній вежі, завершеній витягнутою догори цибулястою банею.

## Відомі люди
Уродженцями села є:
- Король Юрій Васильович — солдат Збройних сил України, учасник російсько-української війни.
- Шерегій Марія Іванівна — депутат Верховної Ради УРСР 9-10-го скликання.

## Туристичні місця
- храм св. духа. 1881
- храм св. Трійці. 1999.
- За легендою, у давні часи на горі коло Ківяжда стояв монастир, у якому було 15 монахів. Монастир був кам'яним, а церква дерев'яною. Знищив монастир пан Гайтай, який володів землями навколо монастиря. За історичними даними, Зарічанський монастир св. Миколая приєднано до Імстичівського монастиря близько 1750 р.